# Langa del Castillo
Langa del Castillo – gmina w Hiszpanii, w prowincji Saragossa, w Aragonii, o powierzchni 50,13 km². W 2011 roku gmina liczyła 141 mieszkańców.